# Polystichum oculatum
Polystichum oculatum är en träjonväxtart som beskrevs av Armstr. Polystichum oculatum ingår i släktet Polystichum och familjen Dryopteridaceae. Inga underarter finns listade.